# Neil Alexander
Neil Alexander, född 10 mars 1978 i Edinburgh, är en skotsk före detta fotbollsmålvakt.
I juni 2018 avslutade Alexander sin spelarkarriär och skrev samtidigt på för Dundee United som målvaktstränare.